# Caelifera
I Celiferi (Caelifera Ander, 1936) sono un sottordine di insetti ortotteri noti con il termine generico di cavallette o locuste.
In realtà il termine cavalletta può indicare 
- sia i membri delle famiglie Tetrigidae (cavallette nane) e Acrididae (cavallette migratorie, più propriamente dette locuste), correttamente appartenenti al presente sottordine celiferi,

- sia la comune cavalletta verde, Tettigonia viridissima (Tettigoniidae), appartenente al secondo e distinto sottordine degli ortotteri, gli Ensifera.

Spesso il termine cavalletta è usato per tutti gli ortotteri che sono in grado di volare o saltare.

## Caratteristiche
Hanno sul capo due corte antenne, ai lati due grandi occhi composti neri formati da tanti piccoli ommatidi (ciascuno vede una parte dell'oggetto osservato e insieme ricostruiscono l'immagine). Le antenne sono utili per orientarsi, per avvertire la presenza di predatori, per annusare e per gustare. Non hanno orecchie. Possiedono tre paia di zampe: le prime due sono semplicemente ambulatorie e servono per la locomozione, mentre il terzo paio è saltatorio e presenta un femore molto sviluppato, che consente quindi all'insetto di compiere dei salti rilevanti.
I celiferi si distinguono per le seguenti caratteristiche:
- ovopositore breve
- antenne corte e robuste
- apparato stridulante formato dalla tegmine e dai femori posteriori, che può essere presente anche nelle femmine
- organo uditivo posto nel primo segmento addominale.

## Biologia
Prediligono i terreni aridi e incolti, hanno un regime alimentare esclusivamente fitofago, depongono le uova soprattutto nel suolo e possono alternare fasi gregarie a fasi solitarie.

## Specie rappresentative
Le cavallette nane (Tetrigidae) sono le specie di più piccole dimensioni; le si riconosce per lo scudo dorsale (pronoto) molto allungato. Tra le specie più diffuse si cita Paratettix meridionalis. Le cavallette migratrici, o locuste propriamente dette, sono caratterizzate da antenne brevi; le femmine depongono le uova in autunno, all'interno di buchi scavati nel terreno con l'estremità dell'addome; le uova si schiudono in primavera e gli individui giovani raggiungono la maturità in luglio o agosto. Specie normalmente non migratrici possono diventare tali per necessità, ad esempio in caso di sovrappopolazione. In questo caso, prima della migrazione vanno incontro a profondi cambiamenti nella morfologia e nell'anatomia esterna.

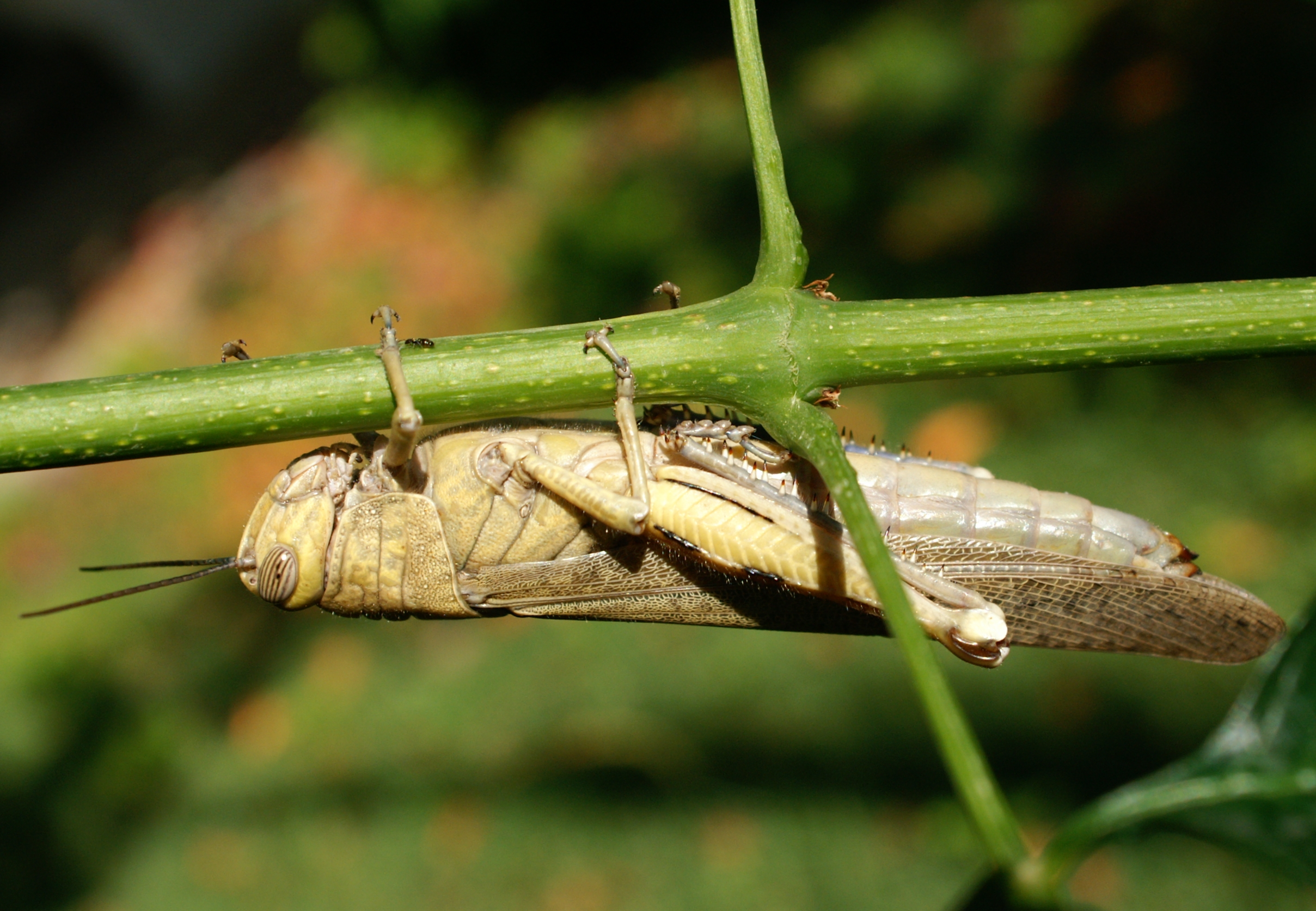
Anacridium aegyptium

## Tassonomia
Il sottordine dei Celiferi comprende 28 famiglie raggruppate in 8 superfamiglie:
Superfamiglia Tridactyloidea
- Cylindrachaetidae
- Ripipterygidae
- Tridactylidae

Superfamiglia Tetrigoidea
- Tetrigidae

Superfamiglia Eumastacoidea
- Chorotypidae
- Episactidae
- Eumastacidae
- Euschmidtiidae
- Mastacideidae
- Morabidae
- Proscopiidae
- Thericleidae

Superfamiglia Pneumoroidea
- Pneumoridae

Superfamiglia Pyrgomorphoidea
- Pyrgomorphidae

Superfamiglia Acridoidea
- Acrididae
- Charilaidae
- Dericorythidae
- Lathiceridae
- Lentulidae
- Lithidiidae
- Ommexechidae
- Pamphagidae
- Pyrgacrididae
- Romaleidae
- Tristiridae

Superfamiglia Tanaoceroidea
- Tanaoceridae

Superfamiglia Trigonopterygoidea
- Trigonopterygidae
- Xyronotidae